# Paquet de cigarettes

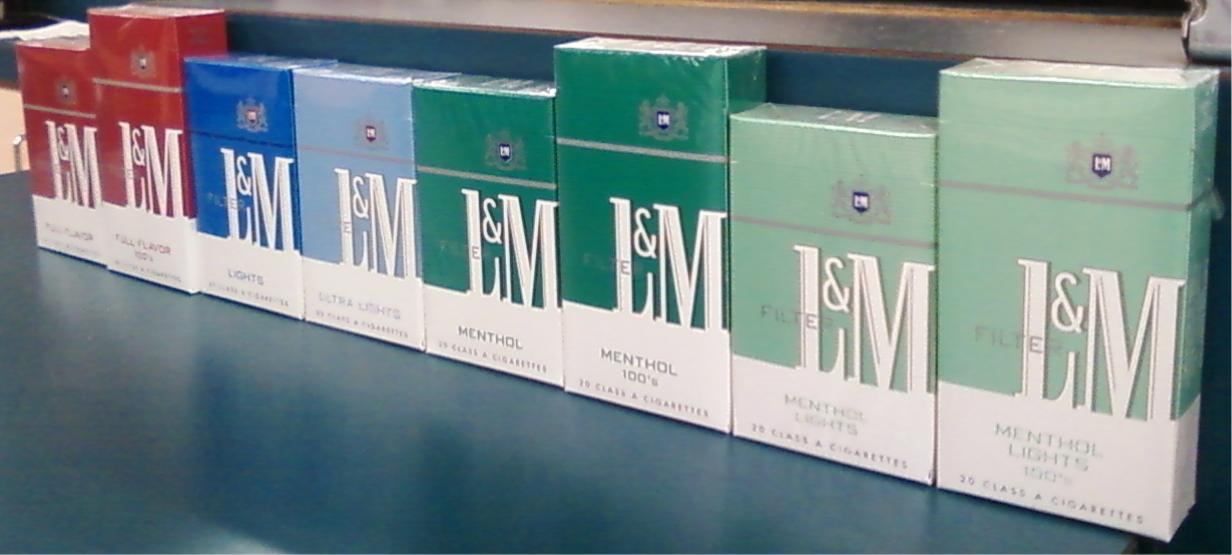
Rangée de paquets de cigarettes aux États-Unis, avant 2012

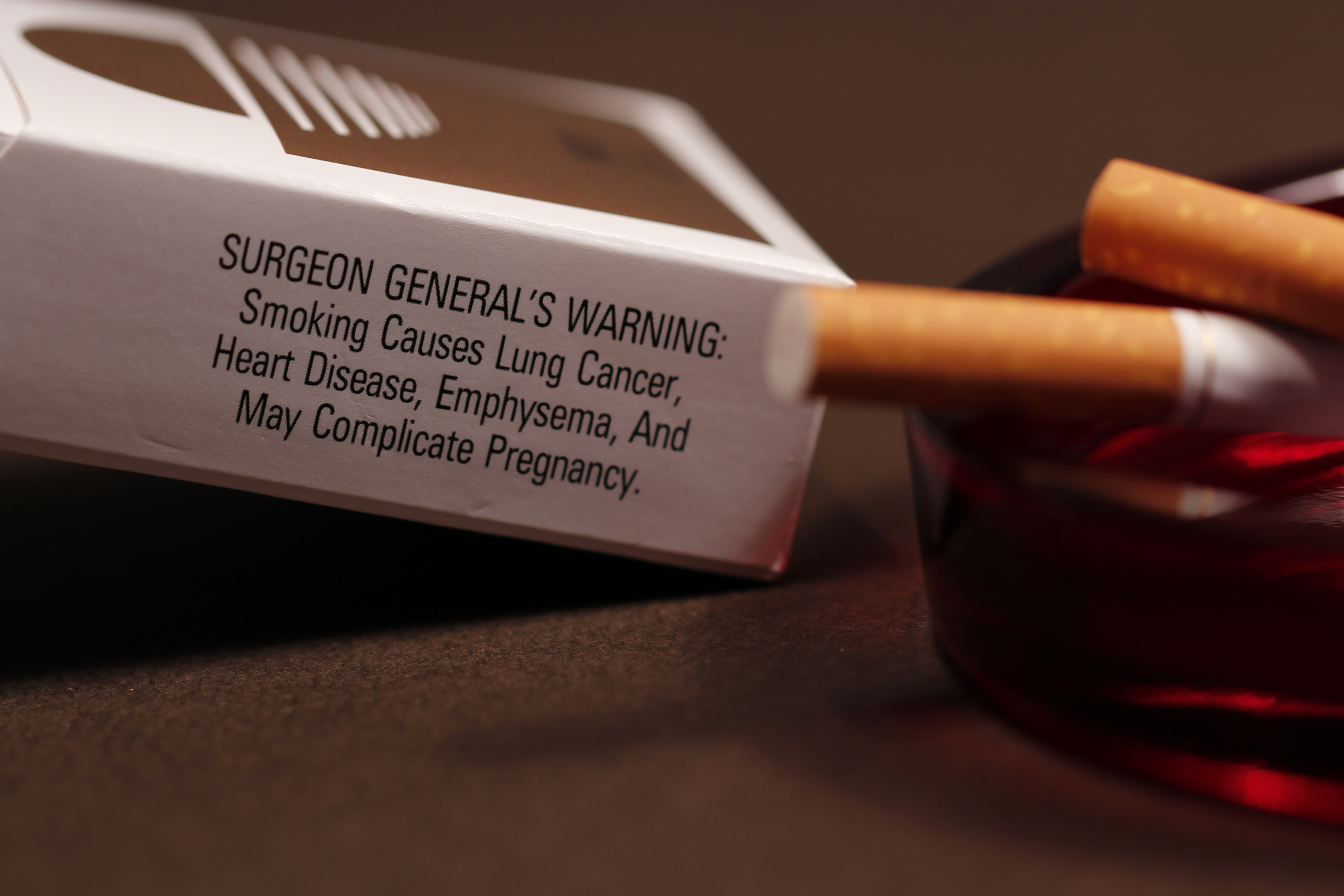
Depuis 2012, les paquets de tabac américain contiennent un avertissement sur les dangers du tabac

Un paquet de cigarettes est un emballage rectangulaire, généralement en carton, contenant des cigarettes. La dimension, l'aspect, le contenu et le prix d'un paquet dépendent de la législation du pays dans lequel il est vendu. Ainsi, un avertissement sur les effets du tabac sur la santé est souvent présent. Dans de nombreux pays, le seuil inférieur de contenance possible est fixé à 20 cigarettes. Le prix à la vente varie selon les pays et les marques, il est notamment influencé par les taxes sur le tabac.

## Description
Un paquet de cigarettes est généralement rectangulaire, en carton avec un doublage intérieur de papier aluminium. Le paquet est également entouré d'un mince film plastique.

### Rigidité
Un paquet rigide est constitué d'une boîte relativement stable. Son avantage est que les cigarettes qu'il contient ne peuvent se froisser ou se casser dans une poche ou un sac à main. Le paquet rigide à rabat a été créé en 1955 par Philip Morris. Les paquets rigides peuvent être refermés après ouverture.
Un paquet souple est constitué de papier. Les paquets souples offrent moins de protection au contenu mais sont moins coûteux à produire que les paquets rigides.

### Avertissement sanitaire

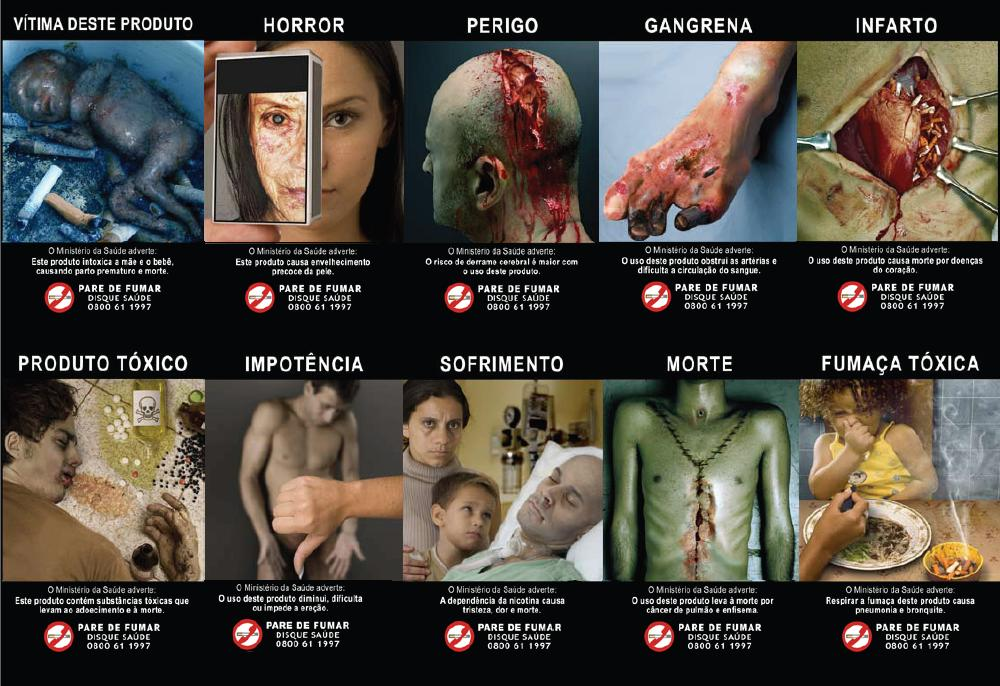
Exemples d'avertissements

Dans de nombreux pays, les paquets de cigarettes comportent un avertissement sanitaire d'information sur les risques du tabac. La taille, le contenu et la langue dépendent du pays dans lequel ils sont vendus,,,,. Les paquets peuvent comporter des messages écrits ou des photographies à caractère choquant. Ces avertissements sont en principe le fait d'une obligation légale dans le cadre d'une politique de santé publique.
En revanche, dans l'Union européenne, la directive 2014/40/UE abroge la directive 2001/37/CE et interdit de faire figurer sur l'emballage des produits du tabac les teneurs en nicotine, goudron et monoxyde de carbone.

### Paquet neutre
Afin de mettre les avertissements sanitaires en valeur et de diminuer l'attrait des paquets, depuis 2012, plusieurs pays ont instauré le paquet de cigarettes neutre, dépourvu d'éléments de marketing.

### Autres caractéristiques
Il a été proposé que certains paquets de cigarettes contiennent également un compartiment vide destiné à y déposer les mégots. Cela pourrait réduire le nombre de mégots jetés à la rue, qui contaminent l'environnement, car ils se décomposent lentement.

## Contenance

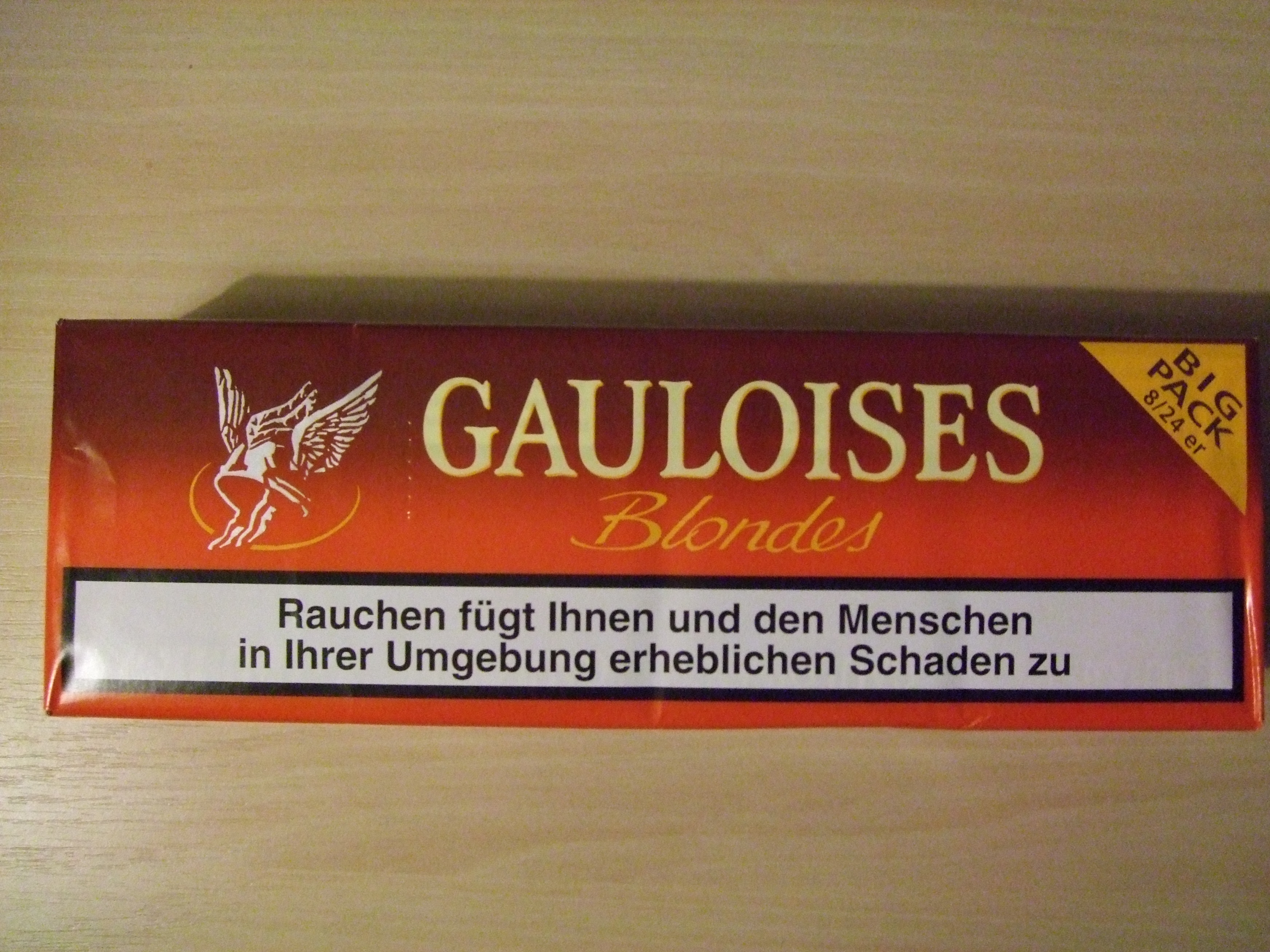
Cartouche de cigarettes.

Dans la plupart des pays, la taille minimale d'un paquet de cigarette est définie par le gouvernement. Ce type de réglementation aurait une influence sur la fréquence et le type de cigarettes consommées quotidiennement par un fumeur régulier, ainsi que sur l'âge à partir duquel une partie de la population commence à fumer,, ce qui a une conséquence directe sur les ventes de tabac.
Dans quatorze États de l'Union européenne, la contenance minimale d'un paquet est de 20 cigarettes. Au Royaume-Uni, les cigarettes sont vendues en paquets de 20 ou de 10,. Les distributeurs automatiques proposent également des paquets de 16 ou 18 cigarettes, bien que leur taille soit identique à celle de paquets en contenant 20.
En Australie, le nombre de cigarettes vendues par paquet est généralement de 25, mais il existe également des paquets de 20 (minimum), de 30, 40 et 50. Au Canada, la plupart des paquets contiennent 25 cigarettes, mais les paquets de 20 sont également répandus. Dans certains pays européens, l'augmentation des taxes sur le tabac fait que la quantité de cigarettes par paquet peut diminuer, afin que le prix reste le même,.
En Malaisie, la vente de paquets contenant moins de 20 cigarettes est interdite.
Aux États-Unis, la quantité minimale de cigarettes par paquet est également de 20, mais certaines marques de cigarettes vendent leurs produits par paquets de 25. Durant plusieurs années avant la mise en place de cette réglementation, les demi-paquets de 10 voire de 14 cigarettes étaient autorisés à la vente. Certaines marques étaient plus rarement vendues dans des paquets allant d'une contenance de 5 à 100 cigarettes.
Une cartouche de cigarettes comporte généralement 10 paquets de 20 cigarettes, ou 8 paquets de 25, soit un total de 200 cigarettes. Certains types de cartouches peuvent contenir 20 paquets de 20, soit 400 cigarettes.

## Prix de vente
Le prix de vente d'un paquet de cigarettes est très variable selon le pays de vente. En 2014, la marque Marlboro se vendait au moins cher au Pakistan (0,96 $), tandis qu'elle se vend au plus cher en Australie (16,11 $).
Aux États-Unis, le prix d'un paquet varie d'un État à l'autre, le moins cher en 2014 étant le Kentucky (4,96 $ en moyenne), et le plus cher étant l'État de New York (14,50 $ en moyenne),.

## Collections
Certains paquets de cigarettes présentent un intérêt particulier pour les collectionneurs. Ils se distinguent notamment par leur âge ou par un décor atypique, ou ont été fabriqués en nombre restreint et sont par conséquent devenus rares. La plus grande collection au monde, détenue par le Chinois Wang Guohua, compte 30 000 paquets de cigarettes.